# Magallanes (canonnière)
Pour les articles homonymes, voir Magallanes.
La canonnière Magallanes était un navire de guerre de la marine chilienne qui, a d'abord eu sa base à Punta Arenas, dans le détroit de Magellan, et qui effectuait des opérations d'interdiction maritime dans le détroit de Magellan et dans l'océan Atlantique Sud jusqu'en 1878. Mais à partir de 1879, il a changé d'océan pour participer à la guerre du Pacifique (1879-1884).

## Caractéristiques
Il a été construit en Angleterre par Ravenhill & Co. lors d'une commande de plusieurs navires pour le territoire de colonisation de Magallanes. C'est un navire à coque en fer, le premier au Chili à avoir une double hélice facilitant sa maniabilité.

## Opérations de guerre
Il a d'abord participé au conflit avec l'Argentine pour la possession de la Patagonie. Puis il a participé à la guerre du Pacifique : blocus d'Iquique, combat de Chipana, expédition à Callao, seconde bataille d'Antofagasta, bataille de Pisagua, première bataille navale d'Arica, blocus d'Arica et campagne de Lima.
Puis, faisant partie de la marine rebelle durant la guerre civile chilienne de 1891, il participe à la prise de Pisagua.
En 1906, le navire a été transféré à la marine marchande, enregistré à Valparaíso, pour effectuer du cabotage dans la zone sud. En 1907, il a fait naufrage lors d'une très forte tempête en quittant Corral.

## Galerie

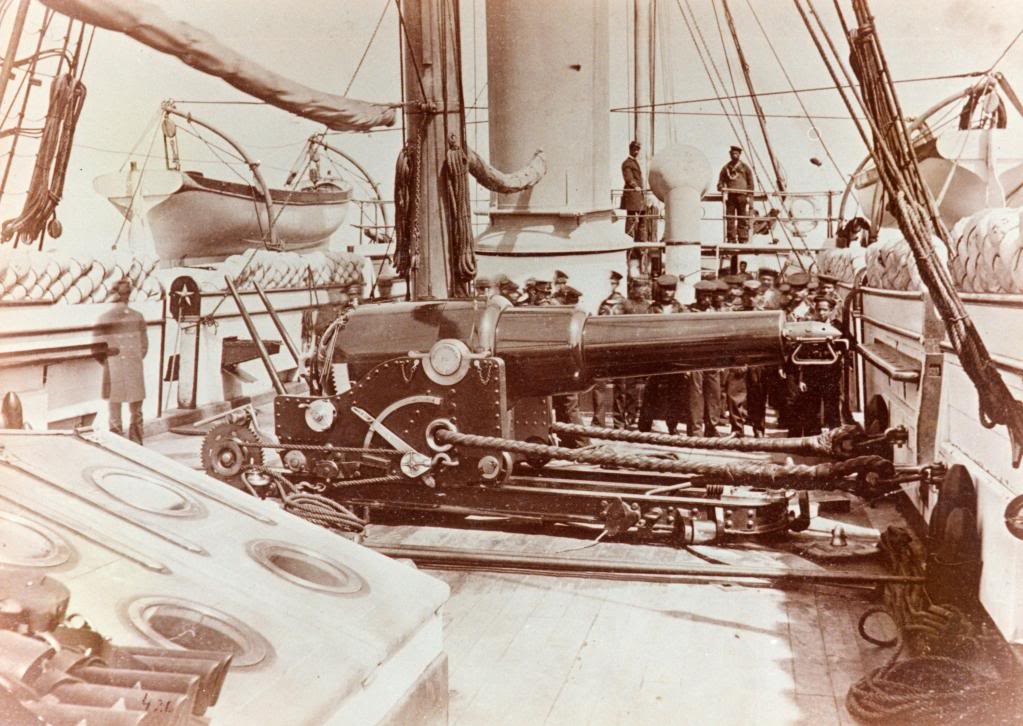
Canon Armstrong de 115 livres
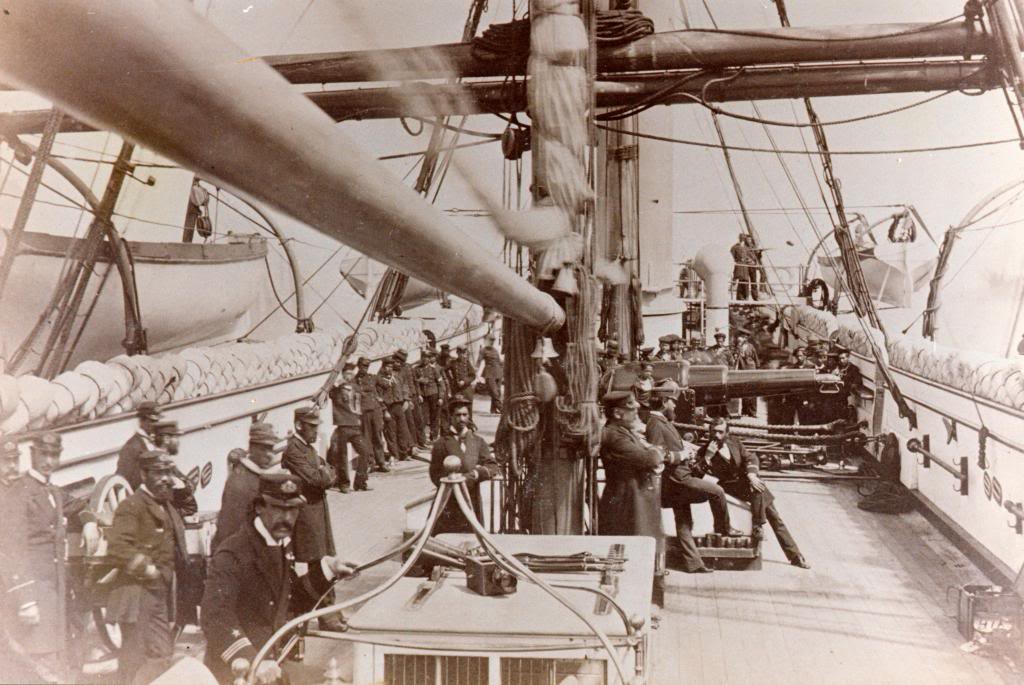
Le pont
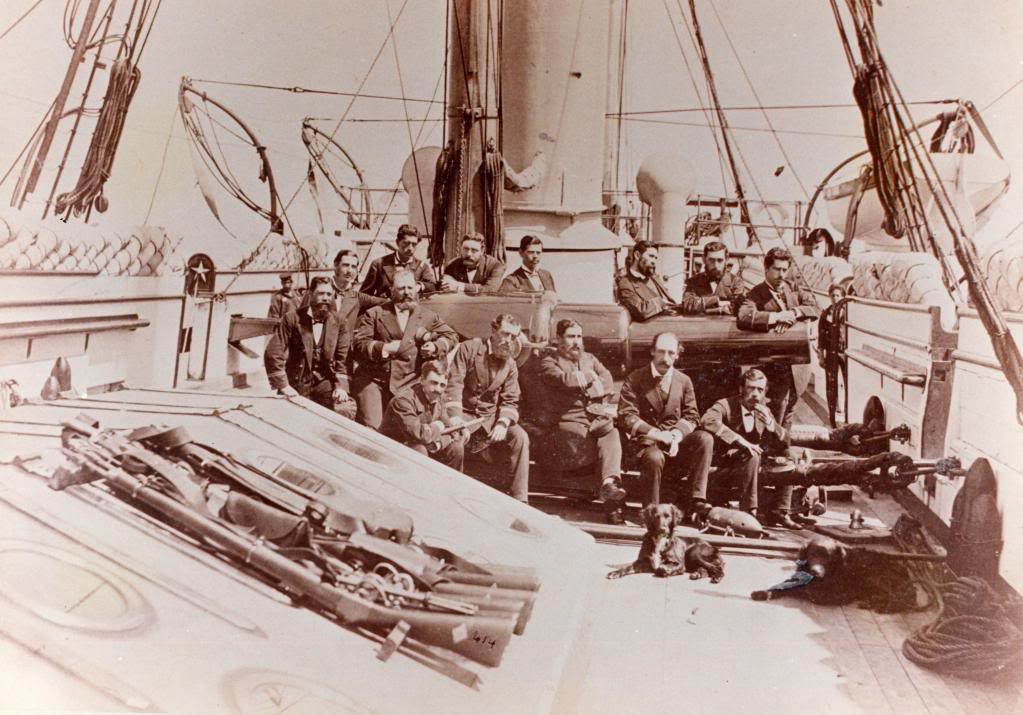
L'équipage
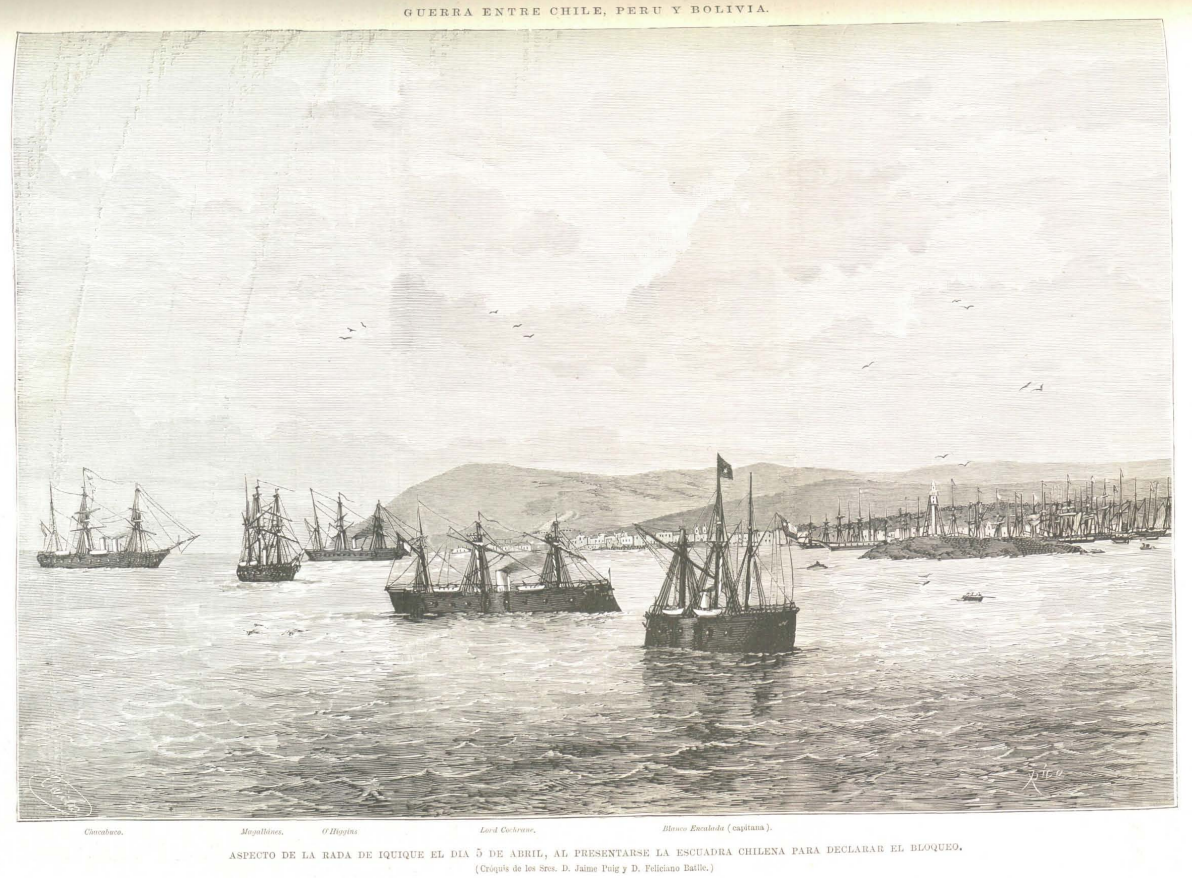
Blocus d'Iquique